# Священне місце (фільм)
Священне місце (англ. The Sacred) — американський фільм жахів 2012 року.

## Сюжет
Група студентів їде у віддалені місця глибоко в болотах Флориди, щоб завершити свій дипломний проект по індіанському фольклору. Пару сотень років тому ця «Священна» земля використовувалася індіанцями, щоб судити злочинців і небажаних членів громади. Згідно з легендою, ці землі мають силу повертати мертвих до життя, щоб карати винних у тяжких злочинах. Студенти швидко з'ясовують, що їхні дії можуть призвести до справжнього жаху.

## У ролях
- Джордан Белфі — Брайан
- Кора Бенеш — Марі
- Джефф Фейгі — Джордж
- Бріджит Флемінг — Лія
- Катерін Грімм  — молода Джессі
- Сід Гейґ — незнайомець
- Шеллі Джонсон — Евелін
- Енджел МакКорд — Алікс
- Кеті О'Грейді
- Дженні О'Хара — міс Дженсон
- Колін Оуенс — Макс
- Сюзанн Оуенс-Дюваль — тітка Джин
- Вікі Паркер-Крейс — офіціантка
- Гезер Руп — Джессі
- Гален Шрік — Preist
- Іра Кортум